# Tratado de Río de Janeiro (1825)

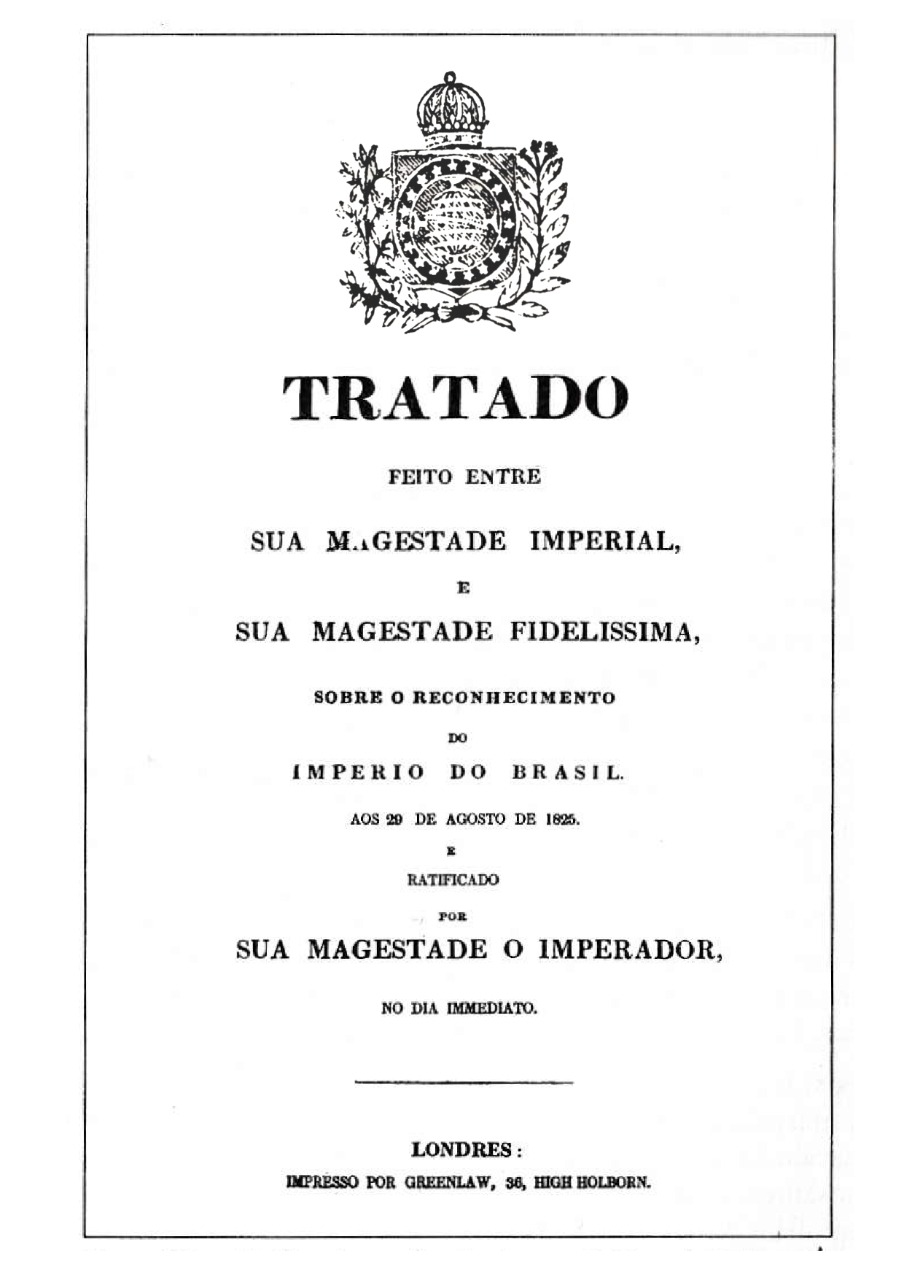
Tratado de reconocimiento de la Independencia de Brasil (Tratado do Río de Janeiro)

El Tratado de Río de Janeiro fue un tratado entre el Reino de Portugal y el Imperio de Brasil, firmado en Río de Janeiro el 29 de agosto de 1825, en el cual se reconocía formalmente la independencia de Brasil y se finalizaba la guerra de independencia brasileña.
El tratado fue ratificado por el emperador de Brasil, Pedro I, el 30 de agosto de 1825 y por el rey de Portugal, Juan VI, el 15 de noviembre del mismo año.

## Detalles
Juan VI fue rey del Reino de Portugal hasta su muerte en 1826. También fue emperador titular de Brasil, un título meramente honorífico, mientras que Pedro I de Brasil ejerció de emperador de dicho país de facto.